# Christian Friedrich Schwan
Christian Friedrich Schwan (12 de desembre de 1733, Prenzlau – 29 de juny de 1815, Heidelberg) va ser un editor i llibreter alemany.
Després dels estudis de teologia a Halle i Jena, va treballar com a corrector de proves a l'Acadèmia de Sant Petersburg. El 1762 va ser assistent legal en el regiment del príncep Georg von Holstein-Gottorp, després d'haver treballat als Països Baixos, on va publicar Anecdotes russes ou lettres d'un officier anglais. El 1764 va començar una revista literària setmanal a Frankfurt del Main.
El 1765 es va convertir en gerent d'una llibreria a Mannheim que era propietat del seu sogre. A Mannheim va establir el seu "teatre estatal", i en fer-ho, va exercir un paper actiu en els afers teatrals. La llibreria i la llar de Schwann eren centres de la vida literària a Mannheim, on les estrelles com ara Lessing, Wieland, Herder, Goethe, Lenz, Schubart i Schiller eren visitants ocasionals. L'abril del 1785, Schiller va fer una proposta de matrimoni de la filla gran de Schwan, Margarethe.
Per evitar les distraccions de la guerra, va abandonar Mannheim al 1794, on va ocupar la residència a Heilbronn, després a Stuttgart, i finalment a Heidelberg.
Entre les seves obres literàries estava la publicació de nombrosos diccionaris franco-alemanys. Altres treballs atribuïts a Schwan inclouen:
- Russische Anekdoten von der Regierung und Tod Peters des Dritten, 1764
- Histoire et Anècdotes de la vie, du règne, du détrônement & de la mort de Pierre III ... Ecrites en forme de lettres, publiées par Senyor de la Marche, 1766
- Abbildungen der vorzüglichsten geistlichenorden En ihren gewöhnlichsten ordenskleidungen, 1791.[3]
  - Obres sobre Christian Friedrich Schwan:
- Christian Friedrich Schwan, Kurfürstlicher Hofbuchhändler zu Mannheim : 1733-1815 by Rudi Dorsch, 1991.[4]